# Šemovec Breški
Šemovec Breški – wieś w Chorwacji, w żupanii zagrzebskiej, w mieście Ivanić-Grad. W 2011 roku liczyła 85 mieszkańców.